# Талпакоті
Талпако́ті (Columbina) — рід голубоподібних птахів родини голубових (Columbidae). Представники цього роду мешкають в Америці.

## Опис
Талпакоті — невеликі голуби, одні з найменших представників родини, їх середня довжина становить 14-22 см, а вага 22-59 г. Вони мають компактну форму тіла, їхнє забарвлення переважно сіре і коричневе, місцями поцятковане чорними плямками і смужками. У деяких видів в польоті на крилах помітні руді плями або чорні і білі смуги. 
Талпакоті поширені від півдня США через Центральну Америку і Кариби до Чилі і Аргентини. Вони живуть переважно на відкритих місцевостях, на луках, в чагарникових заростях, саванах і рідколіссях, на полях. Деякі види зустрічаються поблизу людських поселень, в парках і садах. Талпакоті зустрічаються парами або невеликими зграйками, ведуть переважно наземний спосіб життя.

## Види
Рід містить дев'ять видів:
- Горличка-інка мексиканська (Columbina inca)
- Горличка-інка бразильська (Columbina squammata)
- Талпакоті строкатоголовий (Columbina passerina)
- Талпакоті малий (Columbina minuta)
- Талпакоті еквадорський (Columbina buckleyi)
- Талпакоті коричневий (Columbina talpacoti)
- Пікуї (Columbina picui)
- Талпакоті сіроголовий (Columbina cruziana)
- Талпакоті рудий (Columbina cyanopis)

За результатами молокулярно-філогенетичного дослідження, два види, яких раніше відносили до роду Горличка-інка (Scardafella), були переведені до роду Columbina.

## Етимологія
Наукова назва роду Columbina походить від слова лат. columbina — голубка.